# La più bella coppia del mondo
La più bella coppia del mondo è un film musicarello del 1967 diretto da Camillo Mastrocinque (come Mastro 5) al suo ultimo film.

## Trama
Walter e Paola, presentatore e madrina del VI Cantagiro, sono coinvolti in un equivoco. Per allontanare una corteggiatrice il presentatore inventa di essere sposato con la Quattrini, ma la notizia viene sentita per caso da una giornalista e diventa di dominio pubblico.
In un primo momento i due attori vorrebbero smentire la notizia, ma poi vengono convinti a tacere, e Paola se ne serve per allontanare un fastidioso corteggiatore siciliano, Turiddu Lo Cascio.
Un facoltoso industriale alimentare li contatta e propone loro alcuni caroselli per lanciare la sua pasta.
Sullo sfondo della vicenda, le varie tappe del Cantagiro 1967.
Il film vede la partecipazione dei gruppi musicali The Motowns, I Camaleonti, Dik Dik e dei cantanti Massimo Ranieri, Dino.
Compare anche il patron del Festivalbar, Vittorio Salvetti.